# Hemicercopis translucida
Hemicercopis translucida är en insektsart som beskrevs av Victor Lallemand och Synave 1955. Hemicercopis translucida ingår i släktet Hemicercopis och familjen spottstritar. Inga underarter finns listade i Catalogue of Life.